# Церковь Благовещения Пресвятой Девы Марии (Краков)

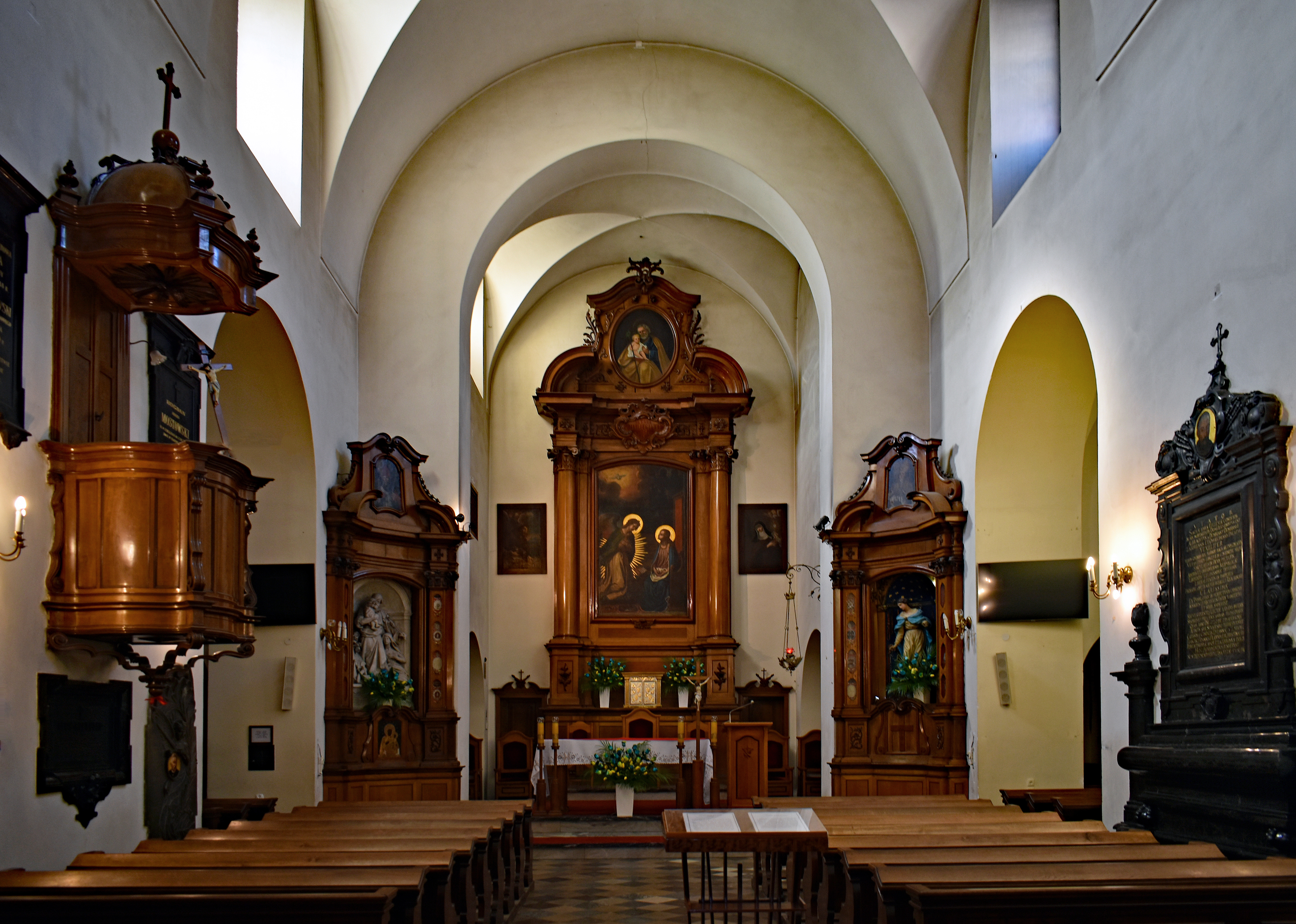
Внутренний интерьер церкви

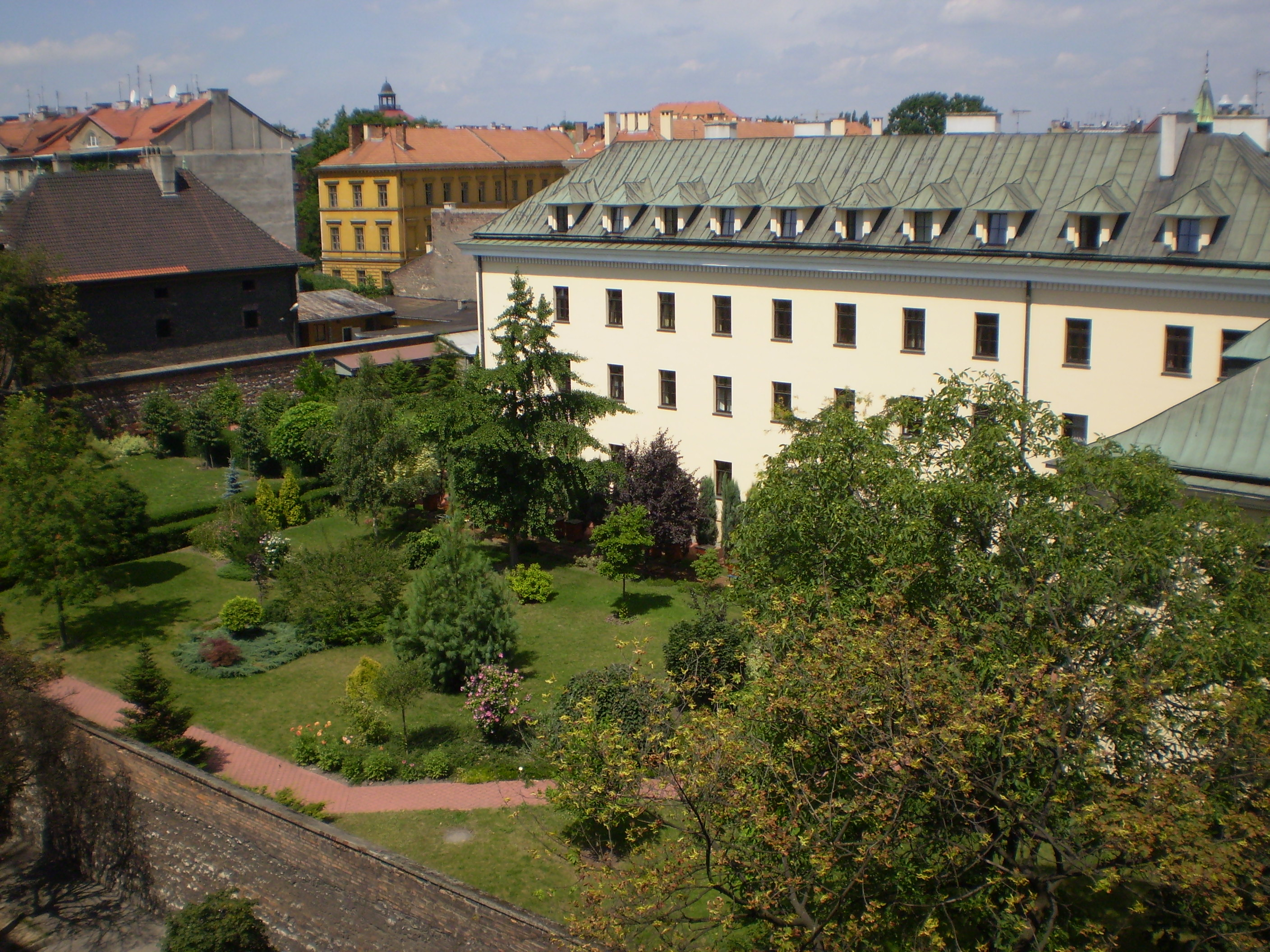
Общий вид капуцинского монастыря

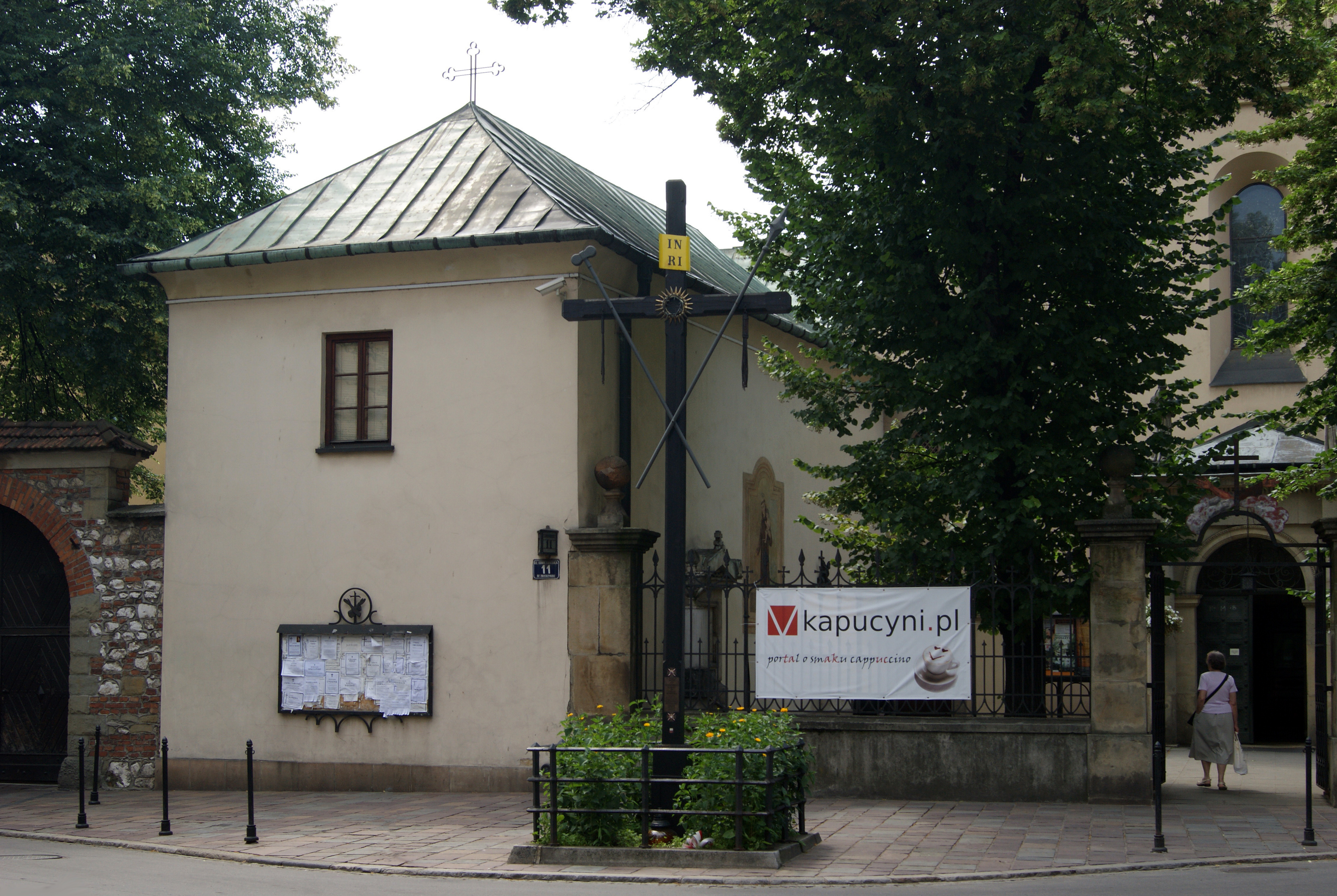
Могила барских конфедератов

Церковь Благовещения Пресвятой Девы Марии (пол. Kościół Zwiastowania Najświętszej Maryi Panny) — католическая церковь, находящаяся в историческом краковском районе Пясек на улице Лоретанской, 11. Приход Благовещения Пресвятой Девы Марии входит в краковскую архиепархию. Церковь внесена в реестр охраняемых памятников Малопольского воеводства. Возле церкви находится могила барских конфедератов и Лоретанский домик.

## История
Первоначально церковь была одним из элементов монастырского комплекса капуцинов. Церковь Благовещения Пресвятой Девы Марии была построена в конце XVII века, после того как в Краков прибыли первые монахи из монашеского ордена капуцинов. Храм построил священник-капуцин Войцех Дымбинский в качестве одного из элементов капуцинского монастыря. В настоящее время в храме сохранился саркофаг Войцеха Дымбинского с посвящённой ему эпитафией.
15 августа 1700 года в храме состоялось первое богослужение. В 1703 году вспомогательный епископ краквоской епархии Казимеж Лубенский совершил освящение храма.
Возле храма находится могила неизвестных барских конфедератов, которые погибли здесь 12 августа 1768 года во время сражения с российскими войсками. После боевых сражений было принято решение похоронить их на месте их гибели. В 1993 году на их могиле был воздвигнут крест, у подножия которого была размещена информационная табличка.
28 марта 1931 года здание было внесено в реестр памятников культуры Малопольского воеводства (№ А-83).

## Описание
Церковь была построена в тосканском барочном стиле по подобию традиционных итальянских церквей, построенных капуцинами. Над главным алтарём храма находится икона Благовещения Пресвятой Девы Марии, написанная в 1701 году итальянским художником Пьетро Дандини из Флоренции и подаренная краковскому капуцинскому монастырю тосканским герцогом Козимо III Медичи. По бокам алтаря расположены небольшие иконы святого Франциска Ассизского и святой Клары Ассизской. На левой стороне главного алтаря находится невысокая колонна, на размещено пушечное ядро, попавшее в стену алтаря 15 августа 1768 года во время боевых действий барских конфедератов с российскими войсками.
Боковые алтари были построены в 1775 году. В одном из боковых алтарей, располагающимся на северной стороне храма, находится статуя святого Иосифа с отроком Иисусом, держащим стамеску. У ног святого Иосифа находится скульптура, символизирующая Польшу. Автором этой скульптурной композиции является польский скульптор Тадеуш Блотницкий. Алтарь отделён от остального внутреннего пространства храма дверью с изображением Иисус, уповаю на Тебя (икона)Иисуса Милосердного, которое написал в 1944 году польский художник Адольф Гила. На нижней части алтарной двери в послевоенное время была добавлена сцена горящей Варшавы как знак благодарности варшавян, которые нашли убежище в краковском капуцинском монастыре после Варшавского восстания.
В другом алтаре располагается статуя святого Эразма, датируемая 1763 годом и статуя Пресвятой Девы Марии, называемая «Тулачка» (Скитающаяся) . Ранее эта статуя находилась на здании по улице Гродзской. Во время пожара 1850 года статуя Девы Марии сильно пострадала, после чего в 1899 году была подарена капуцинскому монастырю. В 1094 году эта статуя была поставлена на современное место. Согласно местным преданиям, возле этой статуи часто молилась польская актриса Хелена Моджеевская. В этом же алтаре в послевоенное время была помещена икона Девы Марии Остробрамской, которая была подарена капуцинами, депортированными с Восточных Кресов после Второй мировой войны.
На севере от храма находится часовня Милосердного Иисуса. Ранее эта часовня была закристией Лоретанского домика. В настоящее время в ней находится распятие из несуществующего капуцинского храма святого Михаила на улице Посольской.
В настоящее время на боковых стенах внутреннего пространства церкви размещены многочисленные мемориальные доски с эпитафиями, посвящёнными различным польским выдающимся военным деятелям. Данное собрание мемориальных досок символизирует участие капуцинов в качестве капелланов в сражениях поляков за независимость своей родины, начиная с восстания, руководимого Тадеушем Костюшко.